# جزيرة دلما
دلما هي جزيرة تقع في الخليج العربي قبالة سواحل إمارة أبوظبي بدولة الإمارات. تقع المواقع الحيوية الرئيسية في جنوب الجزيرة ويسكنها ما يقارب 12 ألف نسمة من المحاربة والحواسنة والقبيسات وبني حماد والمزاريع وآخرين. وأثبتت الآثار التي اكتشفت أن الجزيرة كانت مأهولة منذ ما بين أوائل القرن 5 إلى أواخر القرن 6 ق.م. وكانت الجزيرة تلعب دورا مهما أثناء فترات الغوص، وأيضا بعدها. كما كانت تعد مركزاً هاماً لصيد وتجارة اللؤلؤ. وتحظى دلما  بأهمية كبيرة بالنسبة للدولة نظراً لوجود أكثر من 200 بئر مياه عذبة فيها، حيث كانت منبعاً رئيسياً للمياه في  إمارة أبوظبي حتى خمسينيات القرن العشرين، وأصبحت اليوم من الأماكن المفضلة  لصيد الأسماك.

## الموقع
تقع جزيرة دلما في الخليج العربي، قبالة سواحل المنطقة الغربية لإمارة أبوظبي. والجزيرة هي على بعد 42 كم شمال غربي جبل الظنة وحوالي 210 كم غرب جزيرة أبوظبي.

## التاريخ

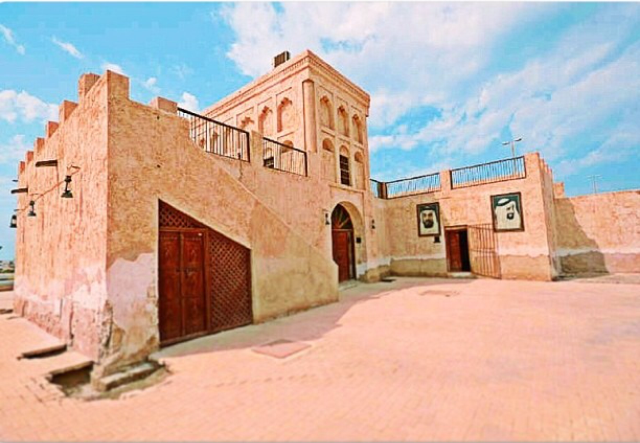
منزل المريخي (متحف دلما)

يعود تاريخ أول موطئ لقدم بشرية على أرض الجزيرة إلى العصر الحجري المتأخر قبل نحو 7,000 سنةكما  وجدت على الجزيرة آثار تعود  إلى ما يقارب أواخر القرن السادس إلى أوائل القرن الخامس قبل الميلاد، وهي عبارة عن بقايا مستوطنة وجدت في داخل الأسوار السابقة لجمعية المرأة الظبيانية على الجزيرة وتمتد هذه البقايا إلى خارج السور. وجد أيضا على الجزيرة عدة قبور إسلامية قديمة وأيضا آثار قرية من العصر الإسلامي المتأخر في غرب الجزيرة.

## الجغرافيا
تقع جزيرة دلما على بعد حوالي 30 كم من ساحل إمارة أبوظبي  وتمتد 9 كم من الشمال إلى الجنوب (من دون أخذ في الاعتبار المنطقة المدفونة حديثا) وحوالي 5 كم من الشرق إلى الغرب. الجزيرة هي بيضاوية الشكل، وتظهر تلال صخرية في شمالها وشرقها. تتمتع دلما بأراضي خصبة، إذ ينتشر فيها زراعة الفواكه والخضروات وتحتوي الجزيرة على مياه جوفية تكاد أن تكون مالحة بسبب موقعها الجغرافي في عرض البحر وكانت دلما مصدراً لاستخراج اللؤلؤ. وكانوا يلقبونها جزيرة اللؤلؤ في القرون الماضية. وتشتهر الجزيرة أيضاً بوجود ما يزيد عن 200 بئر فيها، حيث ظلت تمُد إمارة أبوظبي بالمياه حتى خمسينيات القرن العشرين.

## الحياة على الجزيرة

مسجد أبو دجانة

يعيش على الجزيرة قرابة 6000 شخص، معظمهم في قرية دلما الواقعة على شواطئ الجزيرة الجنوبية. أما الباقي فيقطنون شعبية الجبل الواقعة بمنتصف الجزيرة. وأيضا يسكنون في شعبية دلما الجديدة. ويعمل أغلب السكان في الصيد أو الزراعة.وتشتهر جزيرة دلما بزراعة العديد من الخضراوات والفاكهة، حيث تنتج  محاصيل الخضراوات مثل الطماطم والبصل والورقيات والذرة، والتمور، بالإضافة إلى العديد من أنواع الفاكهة كالتين والرمان والزيتون والموز والجوافة والمانجو والليمون، وذلك بفضل  آبار المياه العذبة الموجودة فيها
كما تحتوي جزيرة دلما على بيت المريخي الذي بني في آواخر القرن التسع عشر من أحجار الشاطئ والمرجان وتمت تغطيته بالجص، ثم تحول فيما بعد إلى متحف دلما، وتحتوي الجزيرة أيضاً ثلاثة مساجد وهي، مسجد المريخي، ومسجد سعيد بن علي المهندي، ومسجد راشد بن فهد الدوسري.
يعرض متحف دلما  مقتنيات تعود إلى الفترة ما بين نهاية القرن التاسع عشر، وبداية القرن العشرين. كما يضم أجزاء مكسورة من بعض الأواني الفخارية، ومعدات استخراج اللؤلؤ والمراسي الحجرية بالإضافة إلى المدبسة وهي من القطع الأثرية المهمة التي توجد داخل هذا المبنى التاريخي.

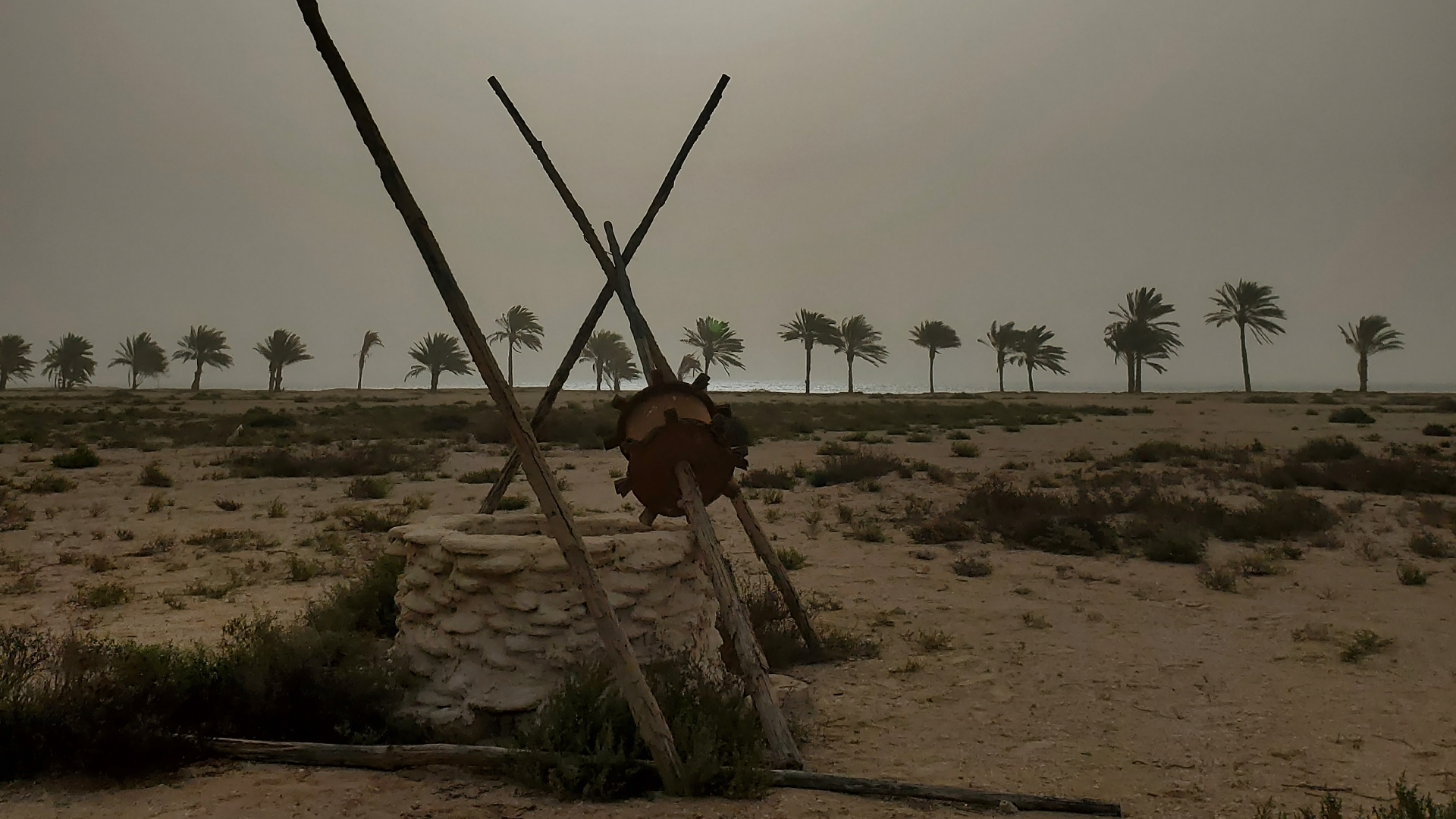
بئر في جزيرة دلما

## النقل

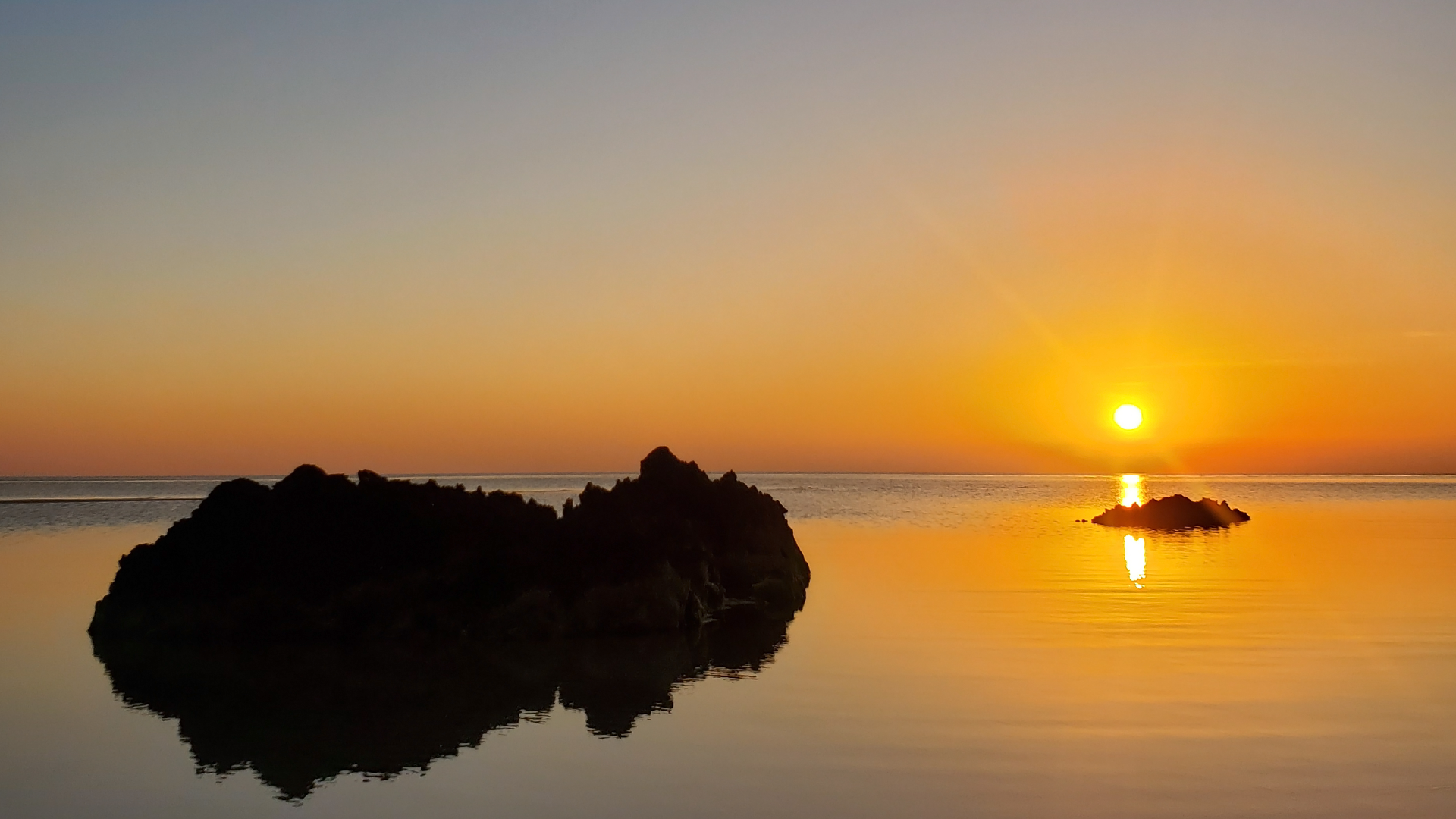
الغروب في جزيرة دلما

يعتمد أهل جزيرة دلما على كل من النقل البحري والجوي للوصول إليها. ولكن وسائل النقل البحري تعتبر الطريقة المفضلة لنقل البضائع والركاب من وإلى الجزيرة. هناك خط واحد للرحلات البحرية إلى الجزيرة وهو عن طريق ميناء مغرق بجبل الظنة، ويسير على هذا الخط مركب سريع للركاب وعبارة لنقل السيارات والبضائع. ويأخذ المركب السريع حوالي الساعة والربع للوصل إلى دلما وأما الدوبة فتأخذ ما يقارب الساعتان ونصف. ويتكون الأسطول من قاريبين سريعين جلفار 1 يتسع ل40 راكبا وجلفار 2 يتسع ل15 شخص وعبارتان هما دانة التي تبلغ حمولتها 500 طنا ومسمح وتبلغ حمولتها 350 طناً، ومن المقرر إدخال عبارة أخرى في أبريل 2008. وكان في السابق هناك رحلات مباشرة لقوارب سريعة ما بين أبوظبي ودلما.
أما للنقل الجوي فتسير رحلة يومية ما بين مطار دلما ومطار أبوظبي الدولي ورحلتان في كلٍ من يومين الخميس والسبت، وتستغرق الرحلة 40 دقيقة. تسير أيضا رحلات لنقل طالبات جامعة الإمارات من العين مروراً بأبوظبي.
ويشتكي العديد من أهالي الجزيرة لقلة وسائل النقل البحرية منها والجوية، خاصة عند رداءة الطقس.

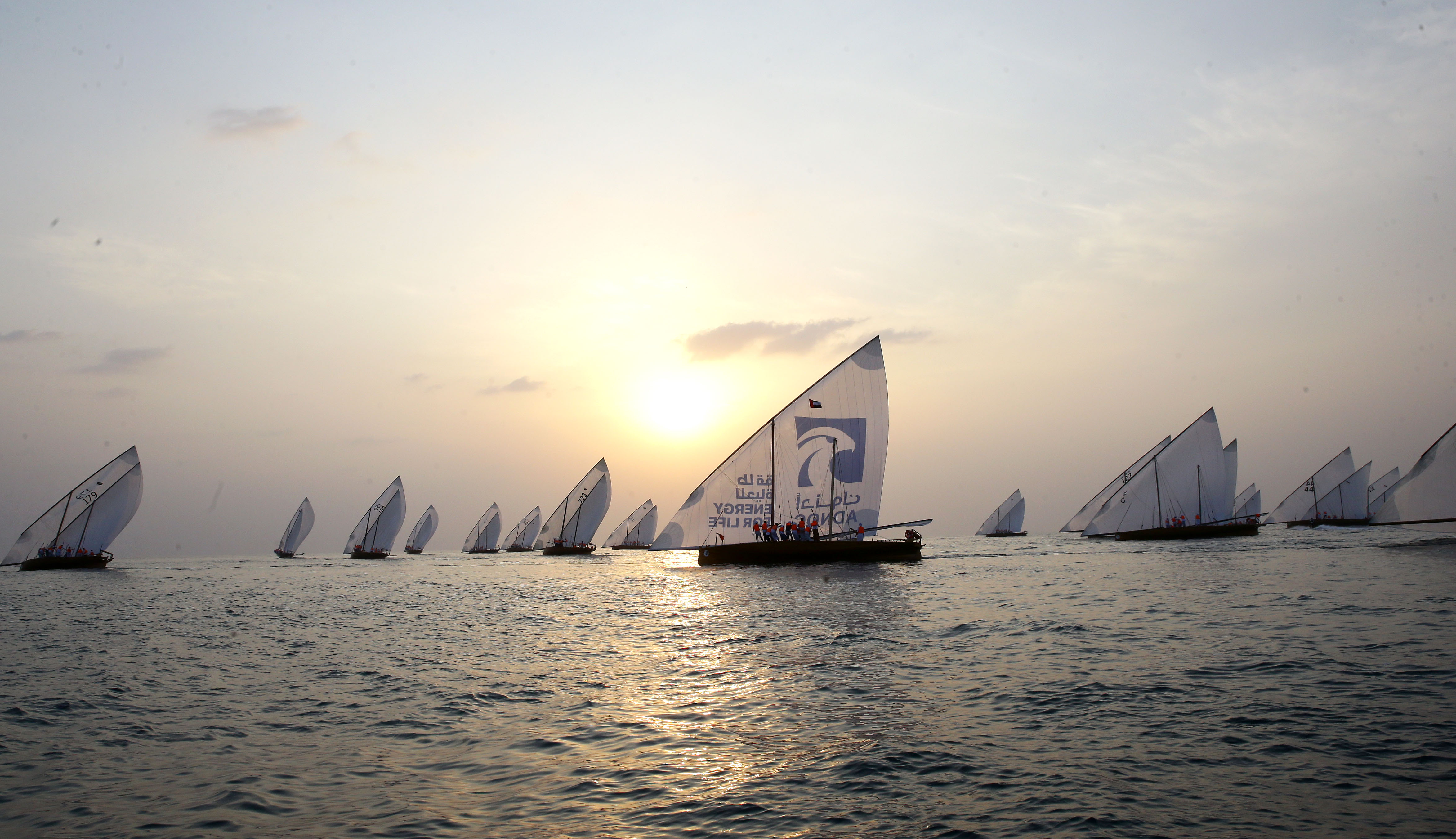
مهرجان سباق دلما

## مهرجان سباق دلما التاريخي
مهرجان سباق دلما يسهم في إبراز التراث البحري لدولة الإمارات، ويتضمَّن سباقات محامل شراعية في محيط جزر منطقة الظفرة، و سباق دلما لقوارب التجديف التراثي، سباق دلما للتجديف الواقف على اللوح، بطولة دلما لصيد الشعري، سباقات الدراجات الهوائية والجري والسباحة، بطولات كرة القدم الشاطئية وكرة الطائرة الشاطئية وتنس الريشة والكيرم والدومينو، ومسابقات الطبخ والألعاب الشعبية والرسم والتصوير الفوتوغرافي والفيديو ومسابقات الأطفال والزوار التراثية وغيرها ويتميز المهرجان بسوقه الشعبي الذي يمتد على مساحة 25 ألف متر مربع في الشاطئ القريب من ميناء دلما إلى جانب أنشطة للتعريف بثقافة أبوظبي وتقاليدها 

## وصلات خارجية
- موقع جزيرة دلما

- جزيرة بوطينة
- جزيرة دلما